# Em gái mưa
"Em gái mưa" là một bài hát được thể hiện bởi nữ ca sĩ Hương Tràm, với sự sáng tác và sản xuất đảm trách bởi nhạc sĩ Mr. Siro. Bản pop ballad này đánh dấu lần hợp tác thứ hai giữa hai nghệ sĩ tiếp nối đĩa đơn năm 2015 của Hương Tràm, "Người từng yêu anh rất sâu nặng". Vào ngày 1 tháng 9 năm 2017, "Em gái mưa" chính thức được phát hành dưới dạng đĩa đơn, còn đĩa EP cùng tên kèm theo hai bài hát mới cũng đã được phát hành vào ba ngày sau đó.
Kể từ khi ra mắt, ca khúc đã giành được nhiều thành công vang dội. Vào tháng 3 năm 2018, bài hát nắm lấy danh hiệu nhạc phẩm được nghe nhiều nhất trong lịch sử của Zing MP3 và toàn 10 năm đầu nhạc số tại Việt Nam. "Em gái mưa" cũng được trao một giải Zing Music Award cho Ca khúc Pop/Ballad được yêu thích nhất, cùng hai giải Làn Sóng Xanh cho Bài hát hiện tượng và Top 10 bài hát (nhạc sĩ) được yêu thích nhất. Nhiều nghệ sĩ nổi tiếng như Thu Phương và Mỹ Linh, hay thí sinh của các cuộc thi tài năng thực tế cũng đã cover lại ca khúc này.
Video âm nhạc/phim ngắn mang thời lượng 9 phút của "Em gái mưa" đã giúp Hương Tràm nhận được giải thưởng Âm nhạc Cống hiến thứ hai trong sự nghiệp với hạng mục Video âm nhạc của năm. Người đạo diễn tác phẩm, Kawaii Nguyễn Tuấn Anh, sau đó đã thực hiện một phiên bản chuyển thể điện ảnh của video vào năm 2018, nhưng sau khi công chiếu gặp phải nhiều phản hồi tiêu cực.

## Bối cảnh sáng tác
— Mr. Siro trao đổi với báo Saostar
Mr. Siro, người đã từng sáng tác ca khúc "Người từng yêu anh rất sâu nặng" (2015) cho Hương Tràm, tiếp tục viết lời và thực hiện sản xuất "Em gái mưa". Mr. Siro mong muốn được viết riêng một ca khúc mang nội dung phù hợp với lứa tuổi hiện tại của nữ ca sĩ, vì anh cho rằng "mọi người thường quên đi tuổi đời" của Hương Tràm kể từ khi cô khởi nghiệp năm 16 tuổi. Tuy nhiên, theo lời kể của Hương Tràm, bài hát đã được sáng tác từ trước và Mr. Siro muốn tìm một giọng nữ phù hợp để trình bày ca khúc. Cô cho rằng anh đã nhấn mạnh dự án là rất "quan trọng đối với sự nghiệp của anh," và cả hai đã cùng hoàn tất thu âm nhạc phẩm này trong vòng hai tháng.
"Em gái mưa" là một bản pop ballad mà Mr. Siro đánh giá là "phần hai" của "Lắng nghe nước mắt", đĩa đơn của anh phát hành vào năm 2012. Lời hát của "Em gái mưa" kể về cô gái có tình cảm với một chàng trai, nhưng anh chỉ xem cô như em gái. "Mình hợp nhau đến như vậy, thế nhưng không phải là yêu. [...] Anh trót vô tình, thương em như là em gái..." được xem là một trong những phần lời nổi bật. Mr. Siro phủ nhận ca từ mà anh viết được lấy cảm hứng dựa trên câu chuyện thật của Hương Tràm. Anh cho rằng mình chưa từng sáng tác ca khúc nào dựa trên những câu chuyện cá nhân của người hát, vì sợ họ sẽ gặp trở ngại khi những trải nghiệm buồn được nhắc tới. "Cuộc sống riêng tư của mình lại rất viên mãn, thế cho nên chỉ có một cách để lấy cảm xúc [sáng tác], đó là cảm giác lo sợ mất đi hạnh phúc mình đang có," anh nói.

## Phát hành và tiếp nhận
"Em gái mưa" được chính thức phát hành vào ngày 1 tháng 9 năm 2017. Một đĩa EP cùng tên kèm theo bài hát và hai ca khúc mới cùng thuộc chủ đề mưa—"Hôm qua mưa" và "Chia tay trong mưa" (song ca cùng ca sĩ Bùi Anh Tuấn)—đã được phát hành ba ngày sau đó. Theo Hương Tràm, chủ đề mưa của album được lấy cảm hứng từ các ca khúc do nam ca sĩ Trung Quân thể hiện, người vốn được báo chí mệnh danh là "Thánh mưa" do có xuyên suốt nhiều tác phẩm thuộc chủ đề này. Trước khi ra mắt ca khúc, Hương Tràm đã trình bày "Em gái mưa" trong một buổi phát sóng trực tiếp trên Facebook, khiến cho Mr. Siro lo ngại rằng việc ra mắt ngoài dự kiến này sẽ làm bài hát thất bại. Tuy nhiên, sau ngày đầu phát hành thành công, vị nhạc sĩ gọi Hương Tràm là một người "có tính toán."
Sau ba tháng ra mắt, "Em gái mưa" đứng vị trí thứ 4 trong danh sách những ca khúc có nhiều lượt nghe nhất năm 2017 của Zing MP3. Vào tháng 3 năm 2018, bài hát đạt 300 triệu lượt nghe và trở thành nhạc phẩm được nghe nhiều nhất trong lịch sử của Zing MP3 và toàn 10 năm nhạc số tại Việt Nam. Tuy nhiên, vào tháng 8 năm 2019, danh hiệu này của ca khúc đã bị tước đi bởi "Đừng như thói quen" của JayKii và Han Sara. "Em gái mưa" đã được trao một giải Zing Music Award cho Ca khúc Pop/Ballad được yêu thích nhất, hai giải Làn Sóng Xanh cho Bài hát hiện tượng và Top 10 bài hát (nhạc sĩ) được yêu thích nhất (dành cho Mr. Siro), cùng một giải WeChoice cho Trào lưu thu hút giới trẻ trong năm. Ngoài ra, bài hát còn nhận được đề cử Ca khúc của năm tại Zing Music Awards, đề cử Single của năm tại giải Làn Sóng Xanh và hai đề cử Keeng Young Awards cho hạng mục Ca khúc của năm và Ca khúc nhạc pop.

## Video âm nhạc

Đạo diễn Kawaii Nguyễn Tuấn Anh cho rằng "Em gái mưa" là video khó thực hiện nhất trong 6 lần anh và ca sĩ Hương Tràm cùng hợp tác

Video âm nhạc của "Em gái mưa" là một bộ phim ngắn dài 9 phút được thực hiện bởi đạo diễn Kawaii Nguyễn Tuấn Anh và hãng phim của anh, Alien Media. Vị đạo diễn và ê-kíp này từng thực hiện 5 video âm nhạc trước đó của Hương Tràm, trong đó có "Ngốc" (2016) và "Ta còn thuộc về nhau" (2017). Được mô tả là một kịch bản mang nặng ảnh hưởng ngôn tình, nội dung của "Em gái mưa" lấy bối cảnh đầu thập niên 2000 và kể về tình cảm đơn phương của một nữ sinh (thủ vai bởi Thanh Vy) với thầy giáo thực tập (Mai Tài Phến). Hương Tràm muốn hướng "Em gái mưa" đến những khán giả học sinh và sinh viên (cô còn chọn phát hành video cận ngày khai giảng), vì nữ ca sĩ cho rằng nội dung trong những video âm nhạc trước của cô là "quá sâu sắc," "dàn trải" và "khắc khoải."
Ý tưởng cốt truyện video đến từ đạo diễn Tuấn Anh; Hương Tràm đã đồng ý triển khai ý tưởng này sau khi tìm thấy sự tương đồng giữa nhân vật của Tài Phến và bố của cô, nghệ sĩ Tiến Dũng (ông cũng từng là giáo viên thanh nhạc). Ngoài ra, Hương Tràm cũng đã liên lạc với nam ca sĩ Đan Trường để xin phép anh sử dụng ca khúc "Tình đơn phương" trong phần đầu của video. Theo cô, bài hát "Tình đơn phương" và kiểu tóc bổ luống của Tài Phến, đồng thời được lấy cảm hứng từ Đan Trường, xuất hiện nhằm gợi nhớ đến không khí của những năm 2000. Tuấn Anh cho rằng những cảnh quay dưới mưa thật lẫn mưa nhân tạo là khó thực hiện nhất, và giải thích thành công của video là do "ai ai cũng có thể thấy mình trong câu chuyện đó, ai cũng ít nhất một lần yêu đơn phương." Video âm nhạc này được ghi hình trong vòng 25 tiếng đồng hồ, với nhiều phân cảnh được quay tại Trường Đại học Sài Gòn.
Sau 6 tháng ra mắt kể từ ngày phát hành 4 tháng 9 năm 2017, "Em gái mưa" thu hút 100 triệu lượt xem trên YouTube. Video đã giúp Hương Tràm nhận được giải thưởng Âm nhạc Cống hiến thứ hai trong sự nghiệp với hạng mục Video âm nhạc của năm. Tại lễ trao giải Zing Music Awards and WeChoice Awards, video cũng nhận đề cử cho hạng mục tương tự. Theo Aibiz, đơn vị chuyên cung cấp số liệu giám sát việc sử dụng tác phẩm âm nhạc trên các phương tiện thông tin đại chúng tại Việt Nam, "Em gái mưa" là ca khúc được phát nhiều nhất trên truyền hình tháng 11 năm 2017, với tổng cộng 329 lần xuất hiện trên 15 kênh truyền hình. Video âm nhạc "Đừng hỏi em" của nữ ca sĩ Mỹ Tâm đồng thời cũng được đạo diễn bởi Tuấn Anh và được lấy cảm hứng từ nội dung của "Em gái mưa".

### Chuyển thể điện ảnh
Vào tháng 11 năm 2017, Tuấn Anh công bố anh sẽ đạo diễn Em gái mưa, bộ phim Việt Nam đầu tiên được chuyển thể từ video âm nhạc. Mai Tài Phến tiếp tục thủ vai diễn cũ của mình trong phiên bản này. Thanh Vy, dù đã ký hợp đồng để tiếp tục tham gia bộ phim, đột ngột từ bỏ vai diễn của mình vào phút chót và sớm được thay thế bởi diễn viên Lê Thùy Linh. Các diễn viên khác tham gia bộ phim bao gồm Việt Hương, Phương Anh Đào, Tiến Vũ và Đan Trường. Riêng Phương Anh Đào và Tiến Vũ từng xuất hiện trong video "Ngốc" và "Ngốc 2 (Hãy để em quên)" của Hương Tràm. Nữ ca sĩ đồng thời cũng thu âm ca khúc "Nhắn gửi thanh xuân" cho album nhạc phim và xuất hiện trong phim với vai khách mời.
Em gái mưa được công chiếu vào ngày 1 tháng 6 năm 2018, nhưng nhận nhiều phản hồi tiêu cực phê phán kịch bản và nội dung.

## Trình diễn trực tiếp và các bản cover

Hương Tràm trình diễn ca khúc tại Đêm hữu nghị Việt – Hàn ở Nhà hát Lớn Hà Nội vào tháng 12 năm 2017

Kể từ khi "Em gái mưa" ra mắt, Hương Tràm đã trình diễn bài hát tại nhiều buổi diễn và các chương trình khác nhau. Vào tháng 12 cùng 2017, cô đã trình diễn ca khúc tại Đêm hữu nghị Việt – Hàn ở Nhà hát Lớn Hà Nội, và cùng ca sĩ Thu Phương trình diễn một bản mash-up bài hát với "Trăng dưới chân mình" trong đêm nhạc Để nhớ một thời ta đã yêu tại Cung văn hóa Hữu nghị Hà Nội. Một tháng sau, hai nữ ca sĩ tiếp tục trình diễn "Em gái mưa" tại lễ trao giải Zing Music Awards 2017 được tổ chức ở Nhà hát Hòa Bình, Thành phố Hồ Chí Minh. Vào tháng 5 năm 2018, Hương Tràm đã song ca bài hát cùng nam ca sĩ Đức Phúc trên sân khấu của Mùa hè Không Độ tại Hồ Chí Minh, và trình diễn solo ca khúc trong một tập talkshow Muôn màu showbiz của đài VTV3. Tại đêm nhạc Một thuở yêu người được tổ chức tại nhà hát Hoà Bình vào tháng 7 cùng năm, nữ ca sĩ đã song ca bài hát cùng Bằng Kiều. Vào tháng 1 năm 2019, Hương Tràm mở màn đêm nhạc đầu tiên trong sự nghiệp của cô, Hộp thư số 1, với bản mash-up "Em gái mưa" và "Ngốc" tại Cung văn hóa hữu nghị Hà Nội. Bốn tháng sau, nữ ca sĩ lại một lần nữa tiếp tục song ca ca khúc cùng Đức Phúc tại buổi diễn thân mật, Gala nhạc Việt Fan Party, tại Nhà Văn hóa Thanh Niên Thành phố Hồ Chí Minh.
Nghệ sĩ cải lương Bạch Tuyết, ca sĩ Mỹ Linh, Lam Trường, Mr. Siro, Trung Quân, Quốc Thiên và Bùi Anh Tuấn là một số những nghệ sĩ đã trình diễn lại "Em gái mưa". Ngoài hai màn trình diễn song ca của mình cùng Hương Tràm, Thu Phương đã mở màn lễ trao giải Keeng Young Awards vào tháng 1 năm 2018, bằng một liên khúc gồm nhiều bài hát thành công trong năm, trong đó có "Em gái mưa". Vào năm 2017, Hương Tràm cùng nhạc sĩ Tiên Cookie trở thành cặp huấn luyện viên tham gia mùa thi thứ 5 của chương trình Giọng hát Việt nhí. Trong tập phát sóng trực tiếp diễn ra vào tháng 11 năm ấy, thí sinh Như Ngọc đến từ đội của nữ ca sĩ đã trình diễn một phiên bản mới của "Em gái mưa" do chính Mr. Siro chấp bút, lấy tên "Mẹ hãy tin con". Nữ ca sĩ Orange cũng đã trình bày "Em gái mưa" trong một tập của Giọng ca bất bại phát sóng vào năm 2018. Nhiều thí sinh đến từ các chương trình tìm kiếm tài năng khác bao gồm Giọng hát Việt (một trong hai thí sinh có diễn viên hài Quang Trung), Ai sẽ thành sao, Nhạc hội song ca, Giọng ca bí ẩn, Giọng ải giọng ai (hát cùng Hương Tràm), Đấu trường âm nhạc và Ca sĩ thần tượng cũng đã cover lại bài hát trong các tiết mục riêng của mình. Diễn viên hài Duy Khánh và nữ ca sĩ Hoàng Yến Chibi lần lượt trình diễn các phiên bản nhái lời của ca khúc cho video quảng bá của Điện máy Xanh và Bioré. Các bản nhái khác đến từ những nghệ sĩ hài như Vanh Leg và Huỳnh Lập đồng thời cũng nhận được nhiều sự chú ý. Ngoài ra, "Em gái mưa" còn được sử dụng trong tập cuối của sê-ri phim VTV3 Ngày ấy mình đã yêu, phát sóng vào tháng 8 năm 2018.